# مانیواکی، کبک

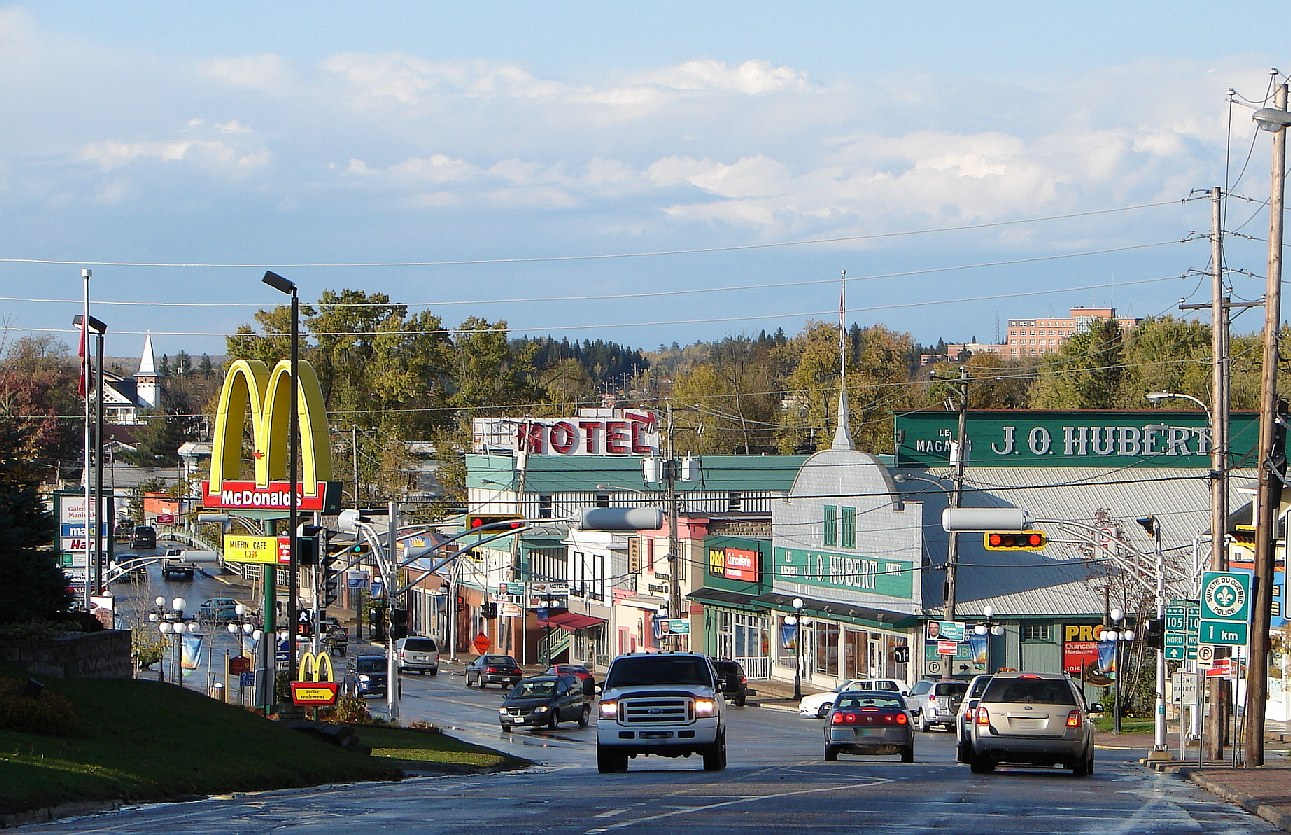
شهرک مانیواکی

مانیواکی (به فرانسوی: Maniwaki) شهرکی در منطقه شهری لا وله-دو-لا-گاتینو ناحیه اوتاوه در استان کبک کانادا است. در سرشماری سال ۲۰۱۱ این شهرک ۳٬۹۶۰ نفر جمعیت داشته‌است و مساحت آن ۵٫۶ کیلومتر مربع است.